# Factory Girl
Pour plus de détails, voir Fiche technique et Distribution.
Factory Girl (ou Portrait d'une muse au Québec) est un film américain réalisé par George Hickenlooper en 2006 et sorti en salle le 2 février 2007.

## Synopsis
1965. Edie Sedgwick, une belle et riche héritière, décide de fuir l'univers trop pesant de l'école de Cambridge afin de rejoindre New York pour y poursuivre une carrière artistique. Arrivée sur place, celle-ci, par hasard, fait la rencontre du célèbre artiste Andy Warhol qui lui promet le rôle de sa vie. Elle fait son entrée dans le monde de la célèbre Factory et la gloire ne tarde pas à arriver... Puis la perte des repères et les désillusions d'hier refont surface.

## Fiche technique
- Titre : Factory Girl
- Titre original : Portrait d'une muse
- Réalisation : George Hickenlooper
- Scénario : Captain Mauzner, Simon Monjack et Aaron Richard Golub
- Musique : Edward Shearmur
- Photographie : Michael Grady
- Montage : Dana E. Glauberman et Michael Levine
- Production : Morris Bart, Kimberly Calhoun Boling, Aaron Richard Golub, Malcolm Petal et Holly Wiersma
- Société de production : The Weinstein Company, L.I.F.T. Production et Holly Wiersma Productions
- Société de distribution : Metro-Goldwyn-Mayer (États-Unis)
- Pays :  États-Unis
- Genre : Biopic et drame
- Durée : 100 minutes
- Dates de sortie : 
  -  États-Unis : 29 décembre 2006

## Distribution

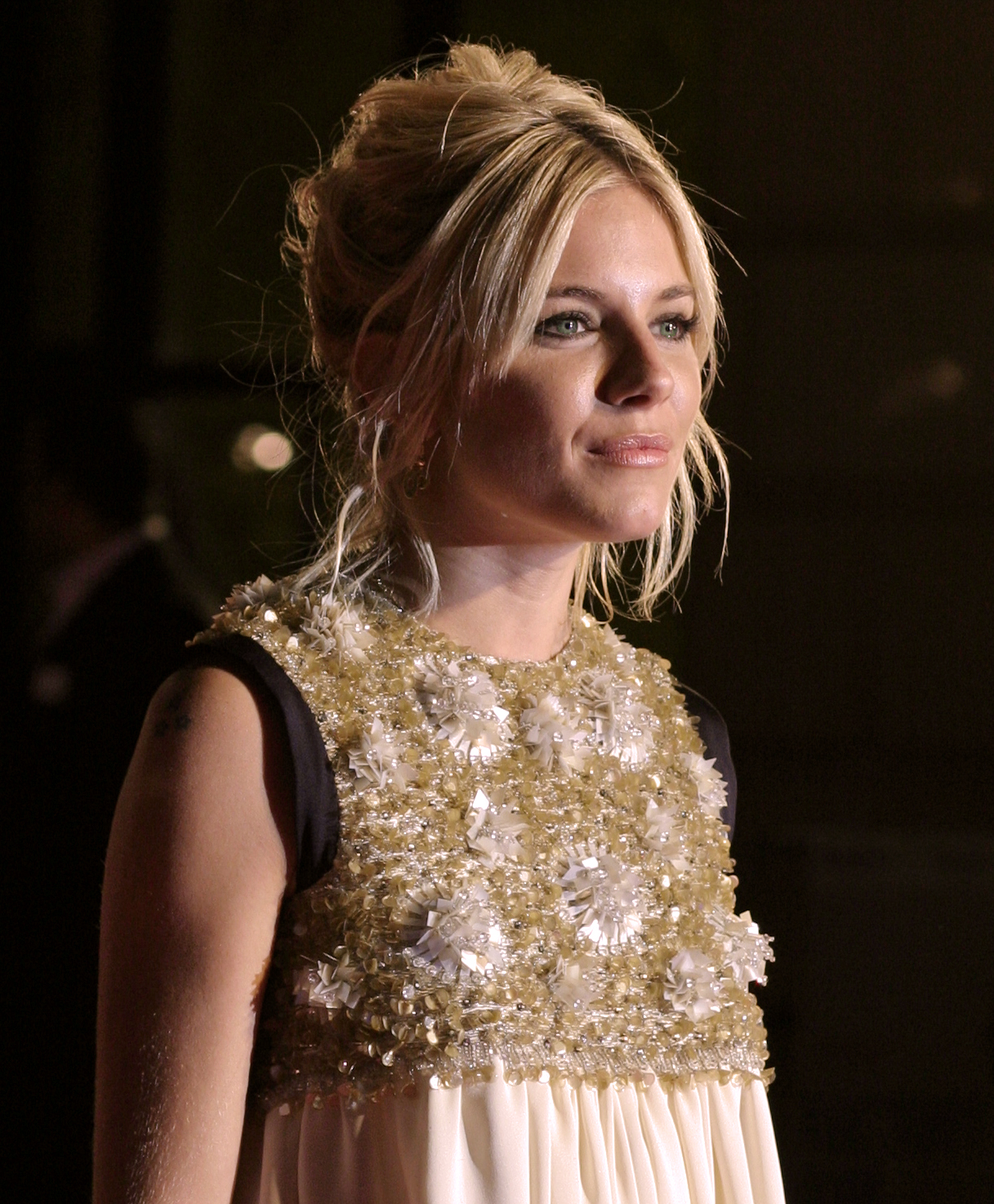
L'actrice principale Sienna Miller, à la première londonienne du film, en mars 2007.

- Sienna Miller (VQ : Catherine Proulx-Lemay) : Edie Sedgwick
- Guy Pearce (VQ : Daniel Picard) : Andy Warhol
- Hayden Christensen (VQ : Martin Watier) : Billy Quinn (alias Bob Dylan - voir Controverse)
- Jimmy Fallon (VQ : Patrick Chouinard) : Chuck Wein
- Jack Huston (VQ : Hugolin Chevrette) : Gerard Malanga
- Armin Amiri : Ondine
- Tara Summers (VQ : Nadia Paradis) : Brigid Polk
- Mena Suvari (VQ : Camille Cyr-Desmarais) : Richie Berlin
- Shawn Hatosy : Syd Pepperman
- Beth Grant (VQ : Madeleine Arsenault) : Julia Warhola
- James Naughton (VQ : Luis de Cespedes) : Fuzzy Sedgwick
- Edward Herrmann : James Townsend
- Illeana Douglas (VQ : Hélène Mondoux) : Diana Vreeland
- Mary Elizabeth Winstead (VQ : Geneviève Désilets) : Ingrid Superstar
- Mary-Kate Olsen : Molly Spence
- Don Novello : Mort Silvers
- Johnny Whitworth : Silver George
- Brian Bell : Lou Reed
- Patrick Wilson : John Cale
- Samantha Maloney : Maureen Tucker
- Meredith Ostrom : Nico

## Controverse
Bob Dylan a refusé que son nom apparaisse dans le film bien que le script original utilisait son nom, ses avocats ont menacé de poursuivre la production en justice pour diffamation car, d'après eux, le film laissait entendre qu'il était en partie responsable de l'addiction aux drogues d'Edie Sedgwick, qui a mené quelques années plus tard à sa mort tragique. Dylan a bien connu Edie Sedgwick qui aurait inspiré ses chansons Just Like a Woman et Leopard-Skin Pill-Box Hat écrites en 1966.